# Rewind the Film
| Совокупная оценка | Совокупная оценка |
| Источник          | Оценка            |
| ----------------- | ----------------- |
| Metacritic        | 80/100            |
| Оценки критиков   |                   |
| Источник          | Оценка            |
| AllMusic          | [ 2 ]             |
| Clash             | 8/10              |
| Digital Spy       | [ 4 ]             |
| Drowned in Sound  | (позитивная)      |
| Gigwise           | 8/10              |
| The Guardian      | [ 7 ]             |
| The Independent   | [ 8 ]             |
| musicOMH          | [ 9 ]             |
| NME               | 7/10              |
| Q                 | [ 11 ]            |

Rewind the Film (рус. «Перемотай плёнку») — одиннадцатый студийный альбом валлийской рок-группы Manic Street Preachers, был издан 16 сентября 2013 года на лейбле Columbia Records.
За первую неделю было продано около 20.000 дисков, благодаря этому, альбом поднялся на 4-е место в британском чарте UK Albums Chart. Также, пластинка добилась успеха в хит-парадах других стран: в Ирландии она достигла 5-й строчки, а в чартах в Финляндии, Германии и Норвегии добралась до Top-40.

## Об альбоме
Rewind the Film был записан в личной студии группы — Faster Studios (Кардифф), а также в Rockfield Studios (Монмутшир) и Hansa Studios (Берлин). В одном из интервью, группа заявила: «Если эта запись имеет отголоски с нашими старыми альбомами, вероятнее всего, это высказывание зрелого человека — наподобие диска This Is My Truth Tell Me Yours».
Rewind the Film был первых из двух новых альбомов Manics, записанных в 2013 году. В феврале 2013 года, группа объявила через твиттер: «В январе, мы были в потрясающей Hansa Studios с Алексом Сильвой (который уже работал с ними над пластинкой The Holy Bible). Берлин был вдохновляющим … Сегодня Шон играет на французском рожке — звучание замечательное».
В мае 2013 года музыканты объявили, что они записывают два новых альбома одновременно — всего 35 песен. Фронтмен группы — Джеймс Дин Брэдфилд рассказал в интервью NME: «Мы почти закончили микширование первого альбома. Он имеет гораздо более акустическую основу -.. Я думаю, на протяжении всей записи электрогитара звучит всего один раз. Но это не значит, что мы превратились в „Фолковых Уличных Проповедников“ или что-то в этом духе… Первый трек звучит как нечто среднее между „Rocks Off“ эрой группы The Rolling Stones и „Vegas“ эрой Элвиса». Также, Брэдфилд отметил: «Оба альбома будет очень отличаются друг от друга с точки зрения стиля … Один будет более акустический и нежный, с большим количеством духовых инструментов и элементами соула, в то время как другой будет намного более брутальный с большим количеством электрогитар».
Делюкс-издание альбома включает второй диск, который содержит демоверсии всех двенадцати треков альбома, плюс концертные версии песен: «There by the Grace of God», «Stay Beautiful», «Your Love Alone Is Not Enough», «The Love of Richard Nixon» и «Revol». Все концертные треки были записаны на шоу «A Night of National Treasures» — 17 декабря 2011 года в Лондоне. Кроме того, были выпущены ещё четыре трека записанных на этом шоу: «Let Robeson Sing» (можно было скачать в формате mp3, с официального сайта группы в июне 2013 года), «Tsunami» (был выпущен как би-сайд сингла «Show Me The Wonder»), «Ocean Spray» и «You Love Us» (были изданы на японском издание альбома Futurology).

## Список композиций
Слова и музыка всех песен — Джеймс Дин Брэдфилд, Ники Уайр, Шон Мур, за исключением отмеченных.
| №                   | Название                                      | Автор(ы)                             | Длительность |
| ------------------- | --------------------------------------------- | ------------------------------------ | ------------ |
| 1.                  | «This Sullen Welsh Heart» (дуэт с Люси Роуз)  |                                      | 4:13         |
| 2.                  | «Show Me the Wonder»                          |                                      | 3:19         |
| 3.                  | «Rewind the Film» (дуэт с Ричардом Хуоли)     | Брэдфилд, Мур, Уайр, Дэвид Аксельрод | 6:37         |
| 4.                  | «Builder of Routines»                         |                                      | 2:29         |
| 5.                  | «4 Lonely Roads» (дуэт с Кэйт ле Бон)         |                                      | 2:55         |
| 6.                  | «(I Miss the) Tokyo Skyline»                  |                                      | 3:47         |
| 7.                  | «Anthem for a Lost Cause»                     |                                      | 3:53         |
| 8.                  | «As Holy as the Soil (That Buries Your Skin)» |                                      | 3:21         |
| 9.                  | «3 Ways to See Despair»                       |                                      | 3:17         |
| 10.                 | «Running Out of Fantasy»                      |                                      | 4:10         |
| 11.                 | «Manorbier»                                   |                                      | 4:32         |
| 12.                 | «30-Year War»                                 |                                      | 5:08         |
| Общая длительность: | Общая длительность:                           | Общая длительность:                  | 43:40        |

| №   | Название                   | Длительность |
| --- | -------------------------- | ------------ |
| 13. | «Death Of A Digital Ghost» | 3:37         |

| №                   | Название                                             | Длительность |
| ------------------- | ---------------------------------------------------- | ------------ |
| 1.                  | «This Sullen Welsh Heart» (Demo)                     | 3:56         |
| 2.                  | «Show Me The Wonder» (Demo)                          | 3:20         |
| 3.                  | «Rewind the Film» (Demo)                             | 6:15         |
| 4.                  | «Builder of Routines» (Demo)                         | 2:42         |
| 5.                  | «4 Lonely Roads» (Demo)                              | 2:45         |
| 6.                  | «(I Miss The) Tokyo Skyline» (Demo)                  | 3:12         |
| 7.                  | «Anthem For A Lost Cause» (Demo)                     | 3:22         |
| 8.                  | «As Holy As The Soil (That Buries Your Skin)» (Demo) | 3:20         |
| 9.                  | «3 Ways To See Despair» (Demo)                       | 3:14         |
| 10.                 | «Running Out Of Fantasy» (Demo)                      | 4:05         |
| 11.                 | «Manorbier» (Demo)                                   | 3:28         |
| 12.                 | «30 Year War» (Demo)                                 | 4:56         |
| 13.                 | «There By The Grace Of God» (Live at the O2)         | 4:00         |
| 14.                 | «Stay Beautiful» (Live at the O2)                    | 3:20         |
| 15.                 | «Your Love Alone Is Not Enough» (Live at the O2)     | 3:51         |
| 16.                 | «The Love Of Richard Nixon» (Live at the O2)         | 3:34         |
| 17.                 | «Revol» (Live at the O2)                             | 3:35         |
| Общая длительность: | Общая длительность:                                  | 1:02:56      |

## Участники записи
| Manic Street Preachers - Джеймс Дин Брэдфилд — вокал, соло-гитара и ритм-гитара - Ники Уайр — бас-гитара, бэк-вокал - Шон Мур — ударные Приглашённые музыканты - Люси Роуз — вокал (1) - Гэвин Фитцджон — аранжировка духовых (2, 7); баритоновый и теноровый саксофоны (2); труба (2, 7) - Джон Рей — фортепиано (2) - Ричард Хуоли — вокал (3); гавайская гитара (3) - Энди Уотерс и Джоанна Уотерс — скрипка (3) - Бернард Кэйн — скрипка (3) - Натан Стоун — виолончель (3) - Тим Тауторат — челеста (4); аранжировка струнных (10); скрипка (10); клавишные (10) - Кэйт ле Бон — вокал (5) - Шон Рид — аранжировка духовых (7, 8); труба (7, 8); саксофон (8) - Ник Нэсмиф — клавишные (12) | Производство - Гай Мэсси — микширование (2, 4, 6-11) - Алекс Сильва — продюсирование (4, 10); доп. продюсирование (9) - Дэйв Еринга — микширование (3, 12) - Тим Янг— мастеринг - Лоз Уильямс — клавишные (1, 4-8, 10-11); продюсирование, доп. продюсирование (4, 10); звукоинженер, микширование (1, 5) |

## Хит-парады
| Чарт (2013)                         | Высшая позиция |
| ----------------------------------- | -------------- |
| Великобритания (UK Albums Chart)    | 4              |
| Ирландия (IRMA)                     | 5              |
| Финляндия (Suomen virallinen lista) | 27             |
| Германия (Offizielle Top 100)       | 31             |
| Норвегия (VG-lista)                 | 31             |
| Испания (PROMUSICAE)                | 47             |
| Швейцария (Schweizer Hitparade)     | 51             |
| Нидерланды (Album Top 100)          | 62             |
| Австрия (Ö3 Austria)                | 62             |
| Бельгия/Фландрия (Ultratop)         | 74             |
| Япония (Oricon)                     | 77             |
| World Chart                         | 33             |